# 藍線裸頂鯛
藍線白鱲（学名：Gymnocranius grandoculis），又名藍線裸頂鯛、龍尖，为龍占魚科裸頂鯛屬下的一个种。

## 分布
本魚分布於印度太平洋區，包括東非、馬達加斯加、模里西斯、塞席爾群島、紅海、馬爾地夫、斯里蘭卡、印度、阿拉伯海、阿曼灣、孟加拉灣、安達曼海、日本、台灣、中國、泰國、越南、馬來西亞、印尼、澳洲、聖誕島、新喀里多尼亞、斐濟群島、菲律賓、索羅門群島、諾魯、密克羅尼西亞、馬紹爾群島、馬里亞納群島，法屬波里尼西亞、薩摩亞群島、吐瓦魯、東加、吉里巴斯、庫克群島等海域。

## 深度
水深20至170公尺。

## 特徵
本魚體呈銀灰色，有若干不規則汙斑。頭長為眼徑的五倍。臉頰部分有許多不規則藍色條紋。側線鱗片數45至49枚。背鰭硬棘10枚、軟條10枚；臀鰭硬棘3枚、軟條10枚。體長可達80公分。

## 生態
本魚棲息在岩礁附近的沙質海域，成魚有溯入河口或在河口徘徊的習性，屬肉食性，以甲殼類、頭足類和小魚為食。

## 經濟利用
美味的食用魚，適合各種烹飪方法。不新鮮者，可製作成魚鬆。